# Erlen (Gattung)

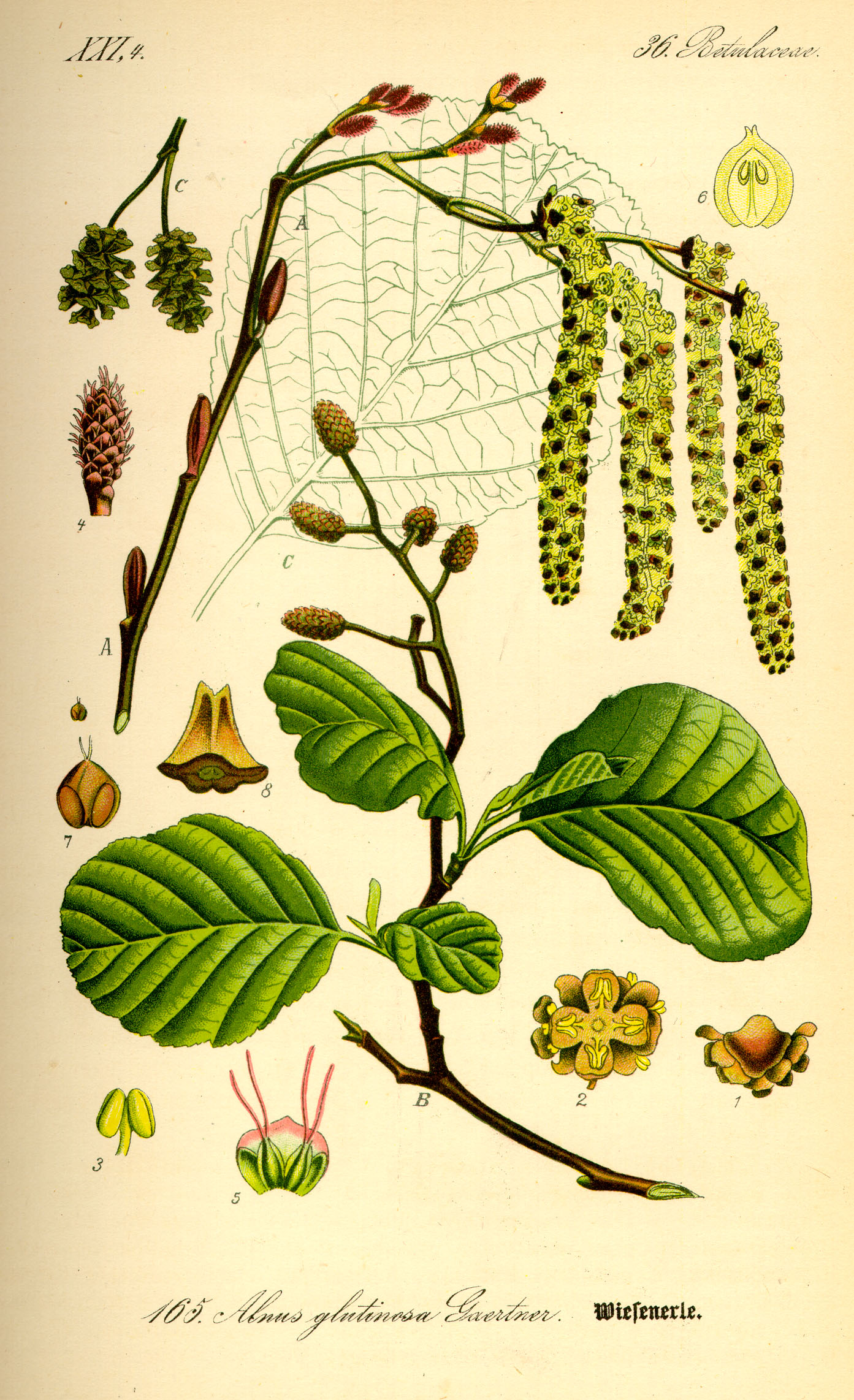
Illustration von Alnus glutinosa

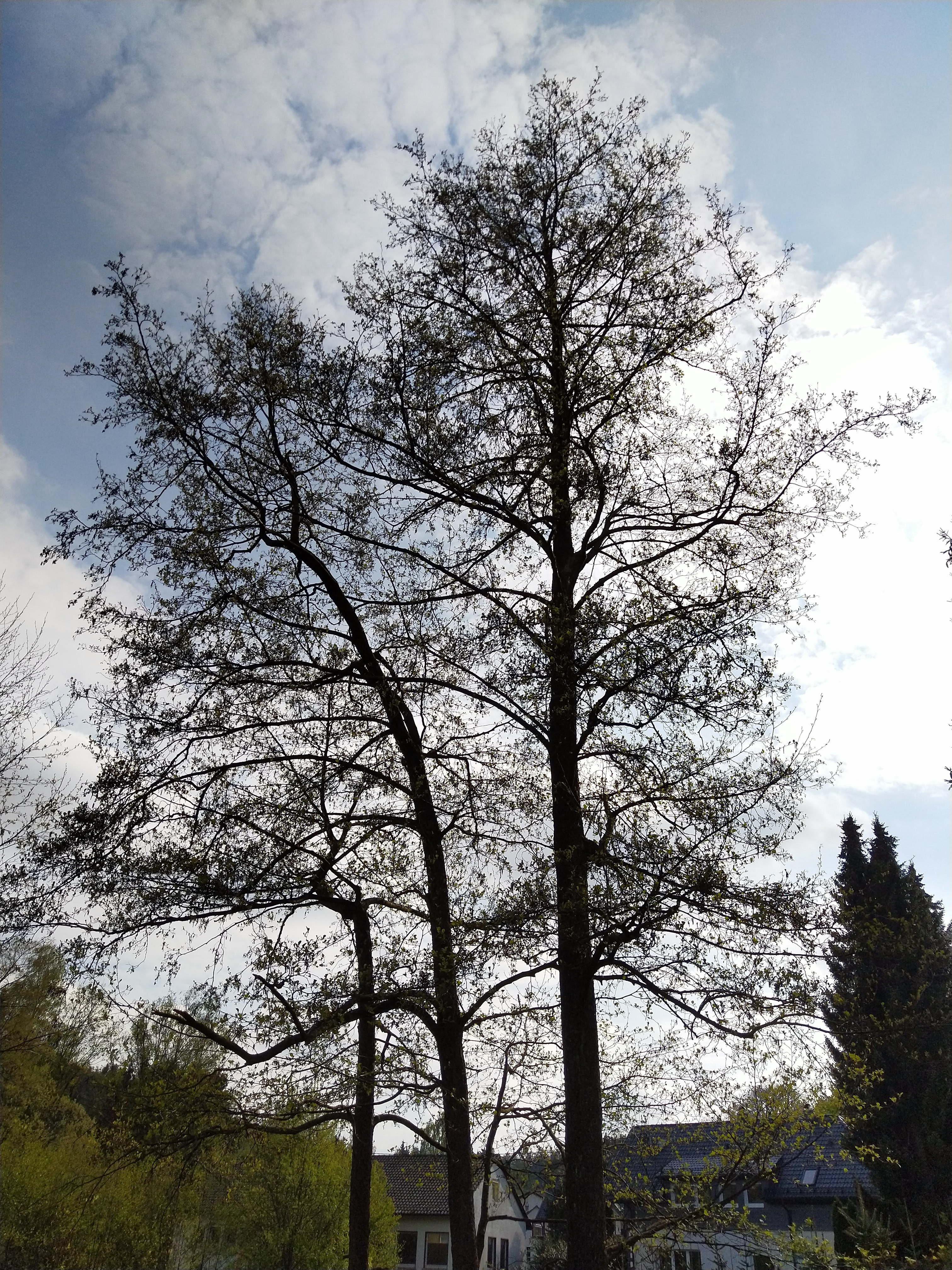
Die in Mitteleuropa heimische Schwarz-Erle, nahe dem Aubach in Reichshof (im Frühjahr)

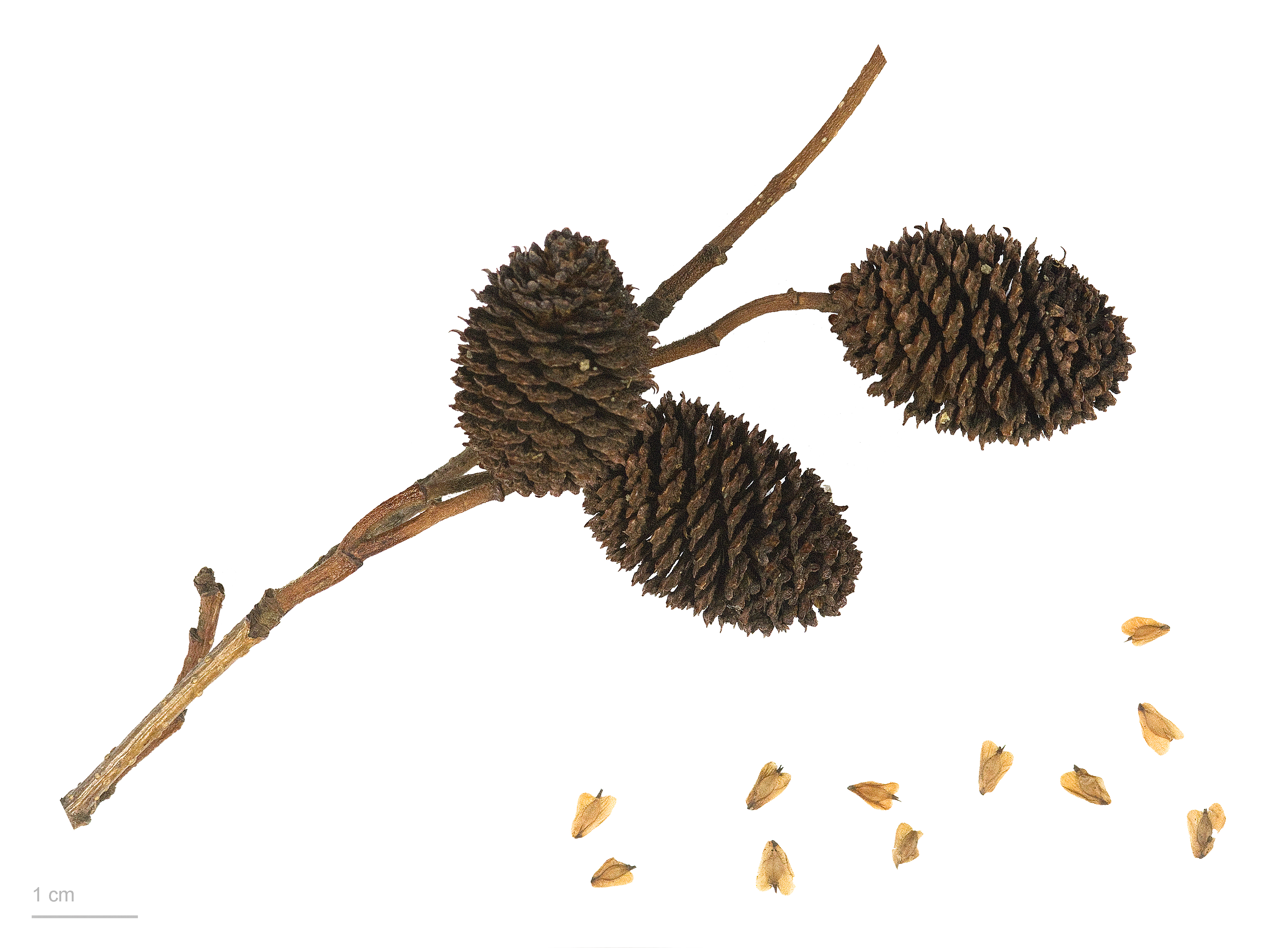
Zapfen und Früchte von
Alnus sieboldiana

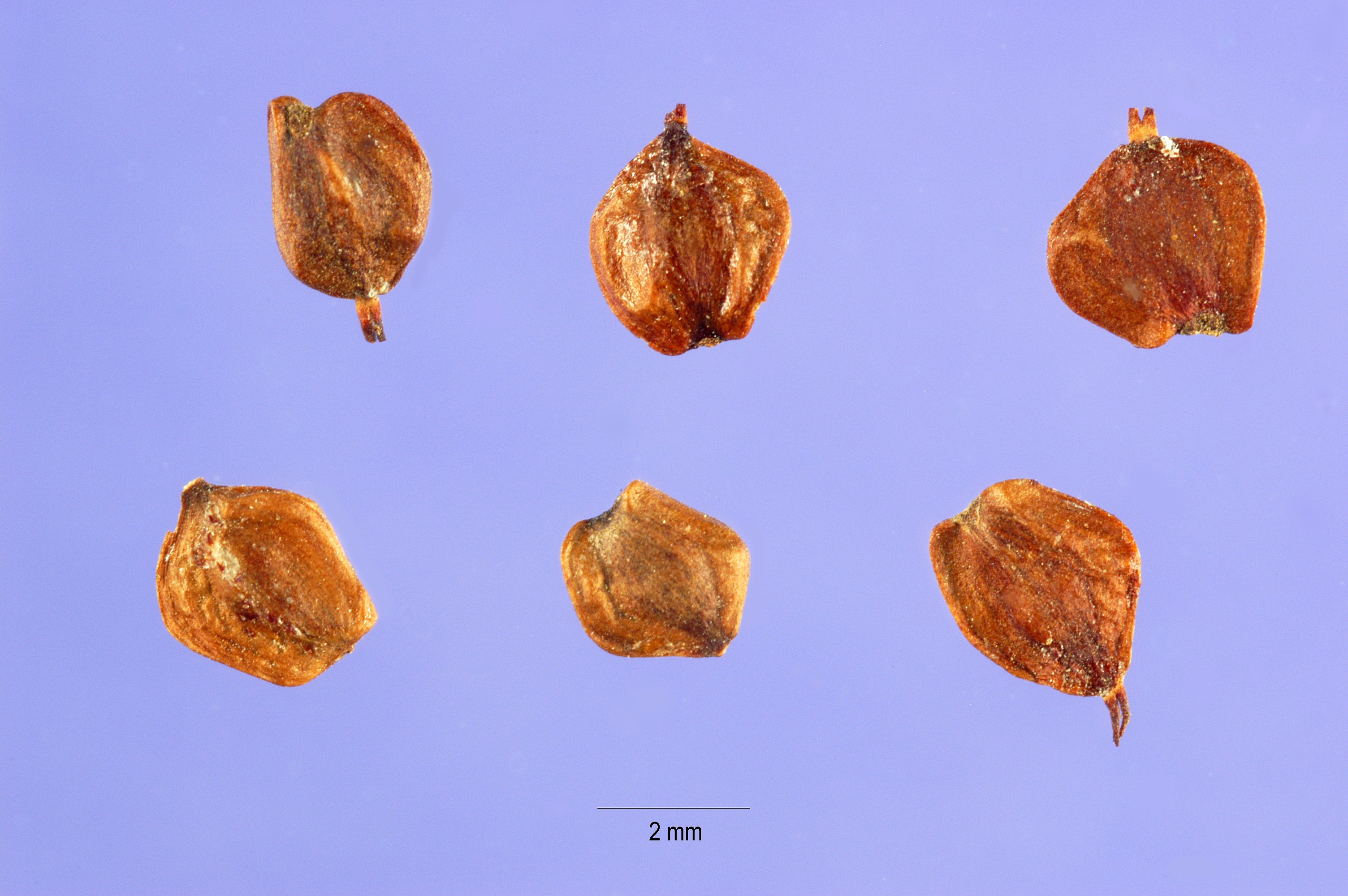
Geflügelte Früchte von
Alnus glutinosa

Die Erlen (Alnus) bilden eine Pflanzengattung in der Familie der Birkengewächse (Betulaceae). Die etwa 41 Arten sind, bis auf eine Art, auf der Nordhalbkugel weitverbreitet. In Mitteleuropa sind drei Arten heimisch: die Grün-, die Grau- und vor allem die Schwarz-Erle.

## Beschreibung

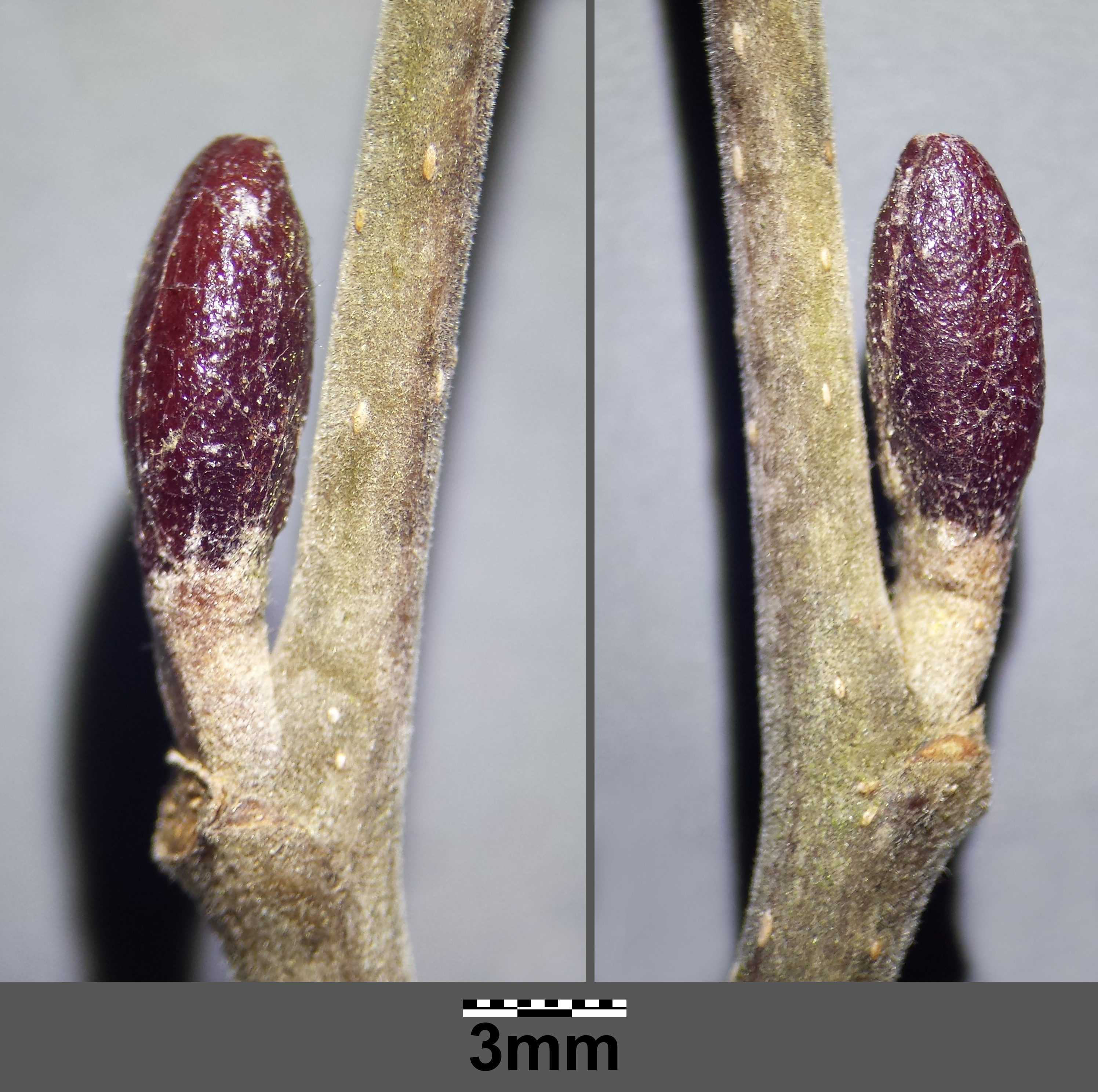
Zweig mit Winterknospen der Schwarz-Erle (Alnus glutinosa)

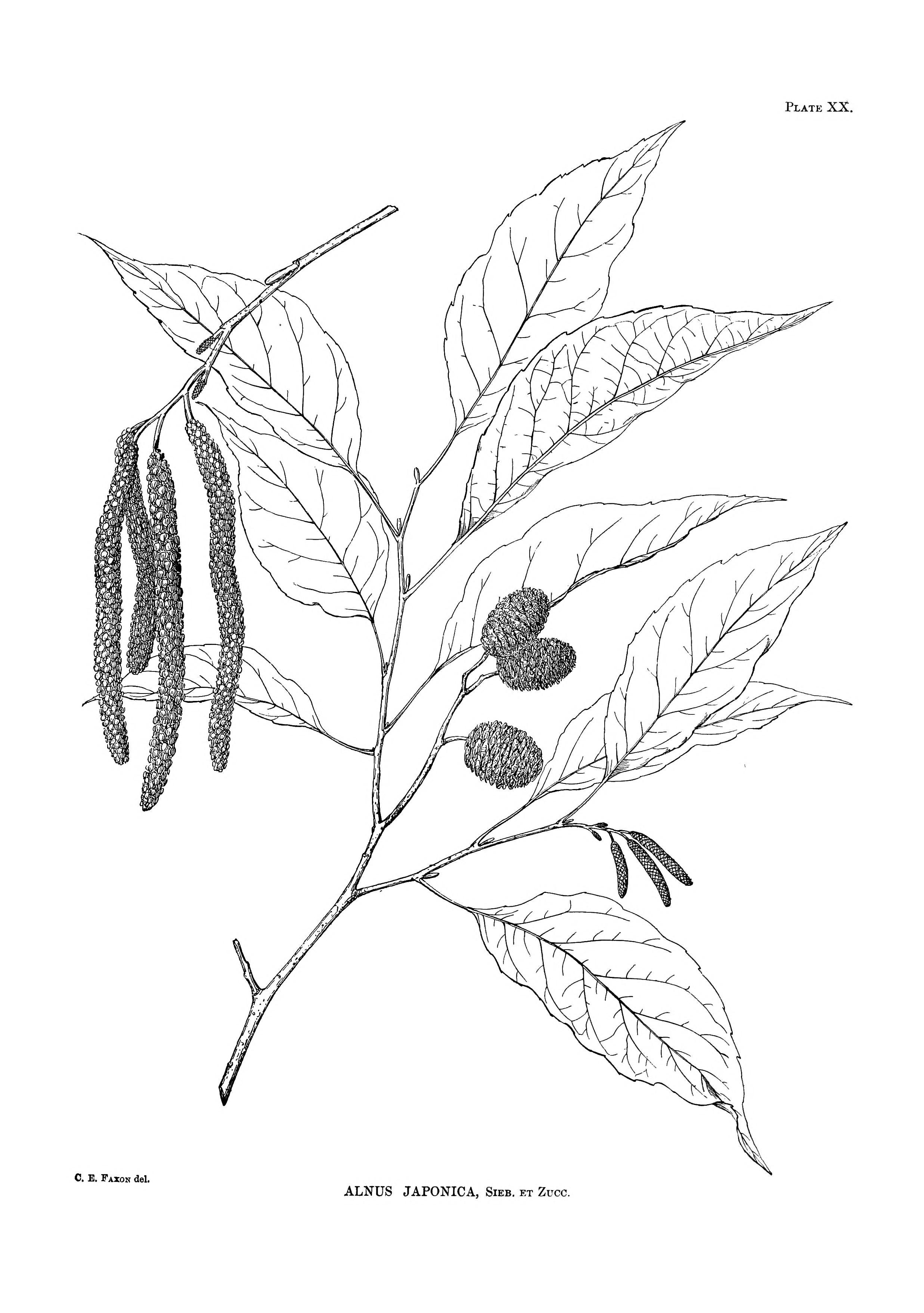
Illustration der Japanischen Erle (Alnus japonica) aus Forest flora of Japan. Notes on the forest flora of Japan, 1894

Zum für ausgewachsene Erlen typischen Erscheinungsbild gehören die grauschwarze, rissige Borke und die etwa 1 Zentimeter großen verholzten Fruchtzapfen. Die Blätter sind, je nach Art, einfach  oder doppelt gesägt und rundlich.
Junge Erlen sind in der Lage, jährlich bis zu 1 Meter zu wachsen. Je nach Standort und Sorte können Erlen etwa 25 bis 30 Meter hoch und bis zu 120 Jahre alt werden.

### Vegetative Merkmale
Erlen-Arten sind sommergrüne, also meist laubabwerfende Bäume oder Sträucher. Je nach Erlen-Art wird eine Borke ausgebildet oder sie sind als Peridermbaumarten einzustufen; so bildet die Schwarz-Erle (Alnus glutinosa) beispielsweise eine tiefrissige, grau-schwarze Borke und die Grau-Erle (Alnus incana) eine grau-glänzende Peridermoberfläche aus. Die Knospen sehen je nach Art unterschiedlich aus.
Die wechselständigen und gestielten Laubblätter sind einfach und ungeteilt, sie sind gesägt oder gezähnt, seltener ganzrandig. Die Blätter sind behaart bis kahl und manchmal drüsig. Es sind Nebenblätter vorhanden.

### Generative Merkmale
Wie alle Birkengewächse sind die Erlen-Arten einhäusig getrenntgeschlechtig (monözisch). Es werden an einem Exemplar die Kätzchen genannten Blütenstände beider Geschlechter ausgebildet. In den Kätzchen sitzen jeweils nur weibliche oder männliche Blüten. Die Kätzchen erscheinen einzeln oder zu mehreren in zusammengesetzten Blütenständen. Die kürzeren weiblichen Blütenstände stehen unter den männlichen. Die Blüten erscheinen vor den Blättern. Die männlichen Blüten sitzen meist zu dritt in einem Tragblatt und vier Vorblättern und die weiblichen zu zweit in den Achseln von einem gelappten Tragblatt (Tragblatt und vier Vorblätter; Schuppe). Die männlichen Blüten besitzen bis zu 6 Staubblätter und einen vierteiligen Kelch (Perigon). Die weiblichen Blüten sind ohne Blütenhülle und der zweikammerige Fruchtknoten ist unterständig mit zwei Griffelästen und langen, länglichen Narben.
Die Erlen-Arten sind die einzigen Laubbäume, bei denen die weiblichen Kätzchen verholzen und damit folgerichtig als Zapfen bezeichnet werden. Es werden einsamige, geflügelte oder ungeflügelte Nussfrüchte mit oft Griffelresten gebildet. Die Zapfen bleiben, im Gegensatz zu den Birken, stehen, nachdem die Früchte entlassen wurden.

## Ökologie

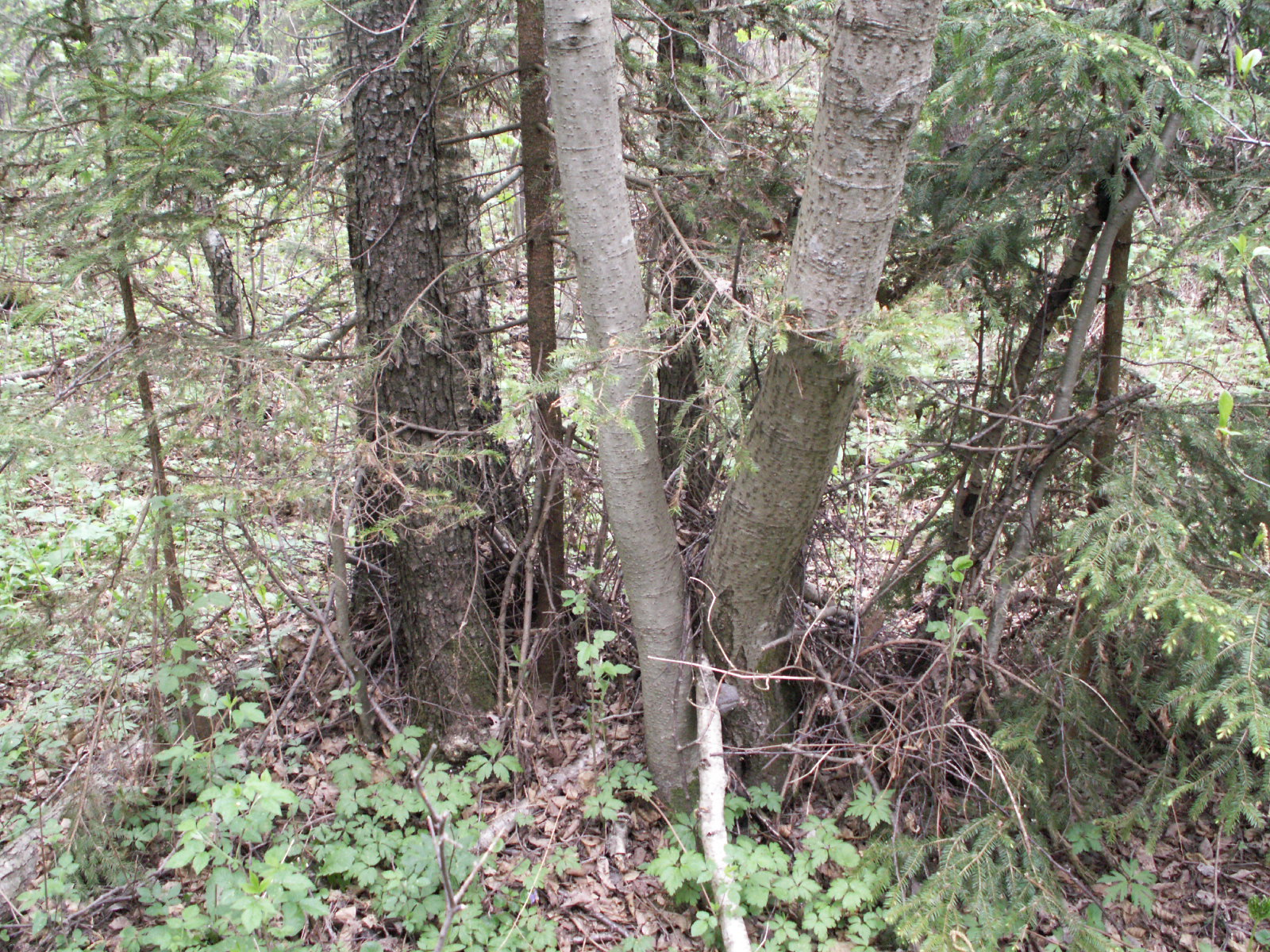
Grau-Erle (zwei helle Stämme in der Mitte) und Schwarz-Erle (dunkler Stamm links) vergesellschaftet in einem Erlenbruch

Erlen-Arten bilden an ihren Wurzeln Wurzelknöllchen aus, symbiotisch mit stickstofffixierenden Aktinomyzeten (Frankia alni), ähnlich der Symbiose von Knöllchenbakterien und Leguminosen. Durch diese Symbiose können Erlen an nährstoffarmen Stellen leben. Erlen können es sich deshalb leisten, ihre Blätter grün abzuwerfen; so sind Erlen oft Pionierpflanzen an Standorten, die durch natürlichen wie menschlichen Einfluss ohne Pflanzenbewuchs sind (beispielsweise sind Grün-Erlen nach Lawinen oft Pionierpflanzen). Sie bereiten anderen Pflanzen den Boden auf.
Grau- und Schwarz-Erle (Alnus incana und Alnus glutinosa) wachsen vorwiegend an Gewässerrändern oder in Feuchtgebieten. Sehr feuchte Standorte sind oft nährstoffarm; an diesen Standorten ist die Stickstofffixierung der stickstoffbindenden Wurzelknöllchen der entscheidende Grund, weshalb dort ausschließlich Erlen gedeihen. Es wird berichtet, dass allein durch das abgeworfene Laub der Erle dem Boden bis zu 100 kg N/ha und Jahr zugeführt werden. Die Grau- und Schwarz-Erlen wirken oft als Uferschutz gegen Ausspülung und gelten als ökologisch wertvoll.
Die Laubblätter der Erle bieten zahlreichen Falter- und Schmetterlingsarten Lebensraum und Nahrung.

### Krankheiten
Die in Mitteleuropa heimischen Erlen-Arten sind durch den Scheinpilz Phytophthora alni gefährdet (Wurzelfäule der Erle).

## Allergien
Pollen von Erlen-Arten enthalten mäßig starke bis starke Allergene. Sie neigen stark zur Auslösung von Kreuzallergien mit Birkenpollen.

## Systematik und Verbreitung

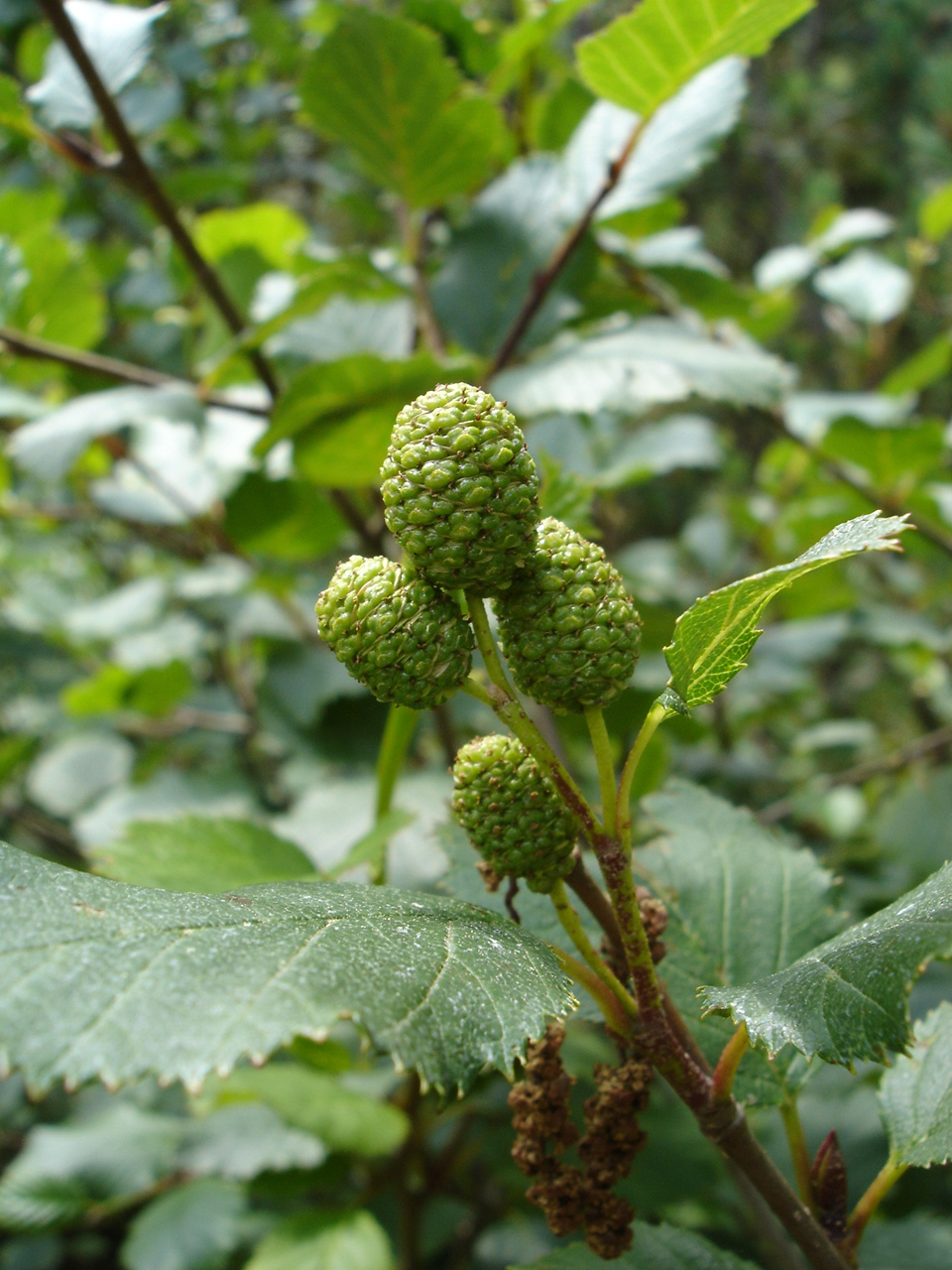
Junge Fruchtstände der
Grün-Erle (Alnus alnobetula)

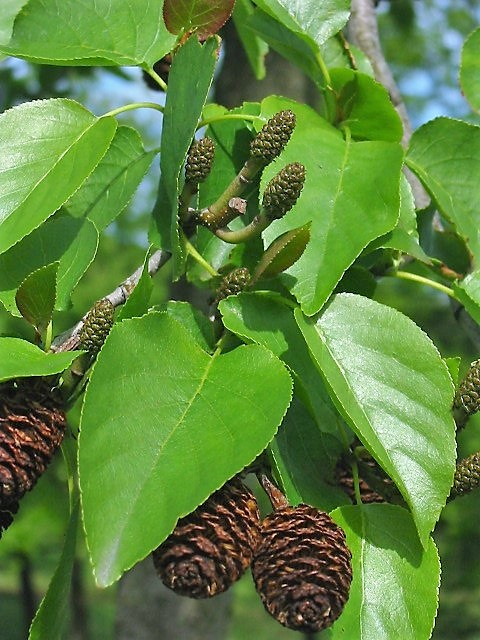
Herzblättrige Erle (Alnus cordata)

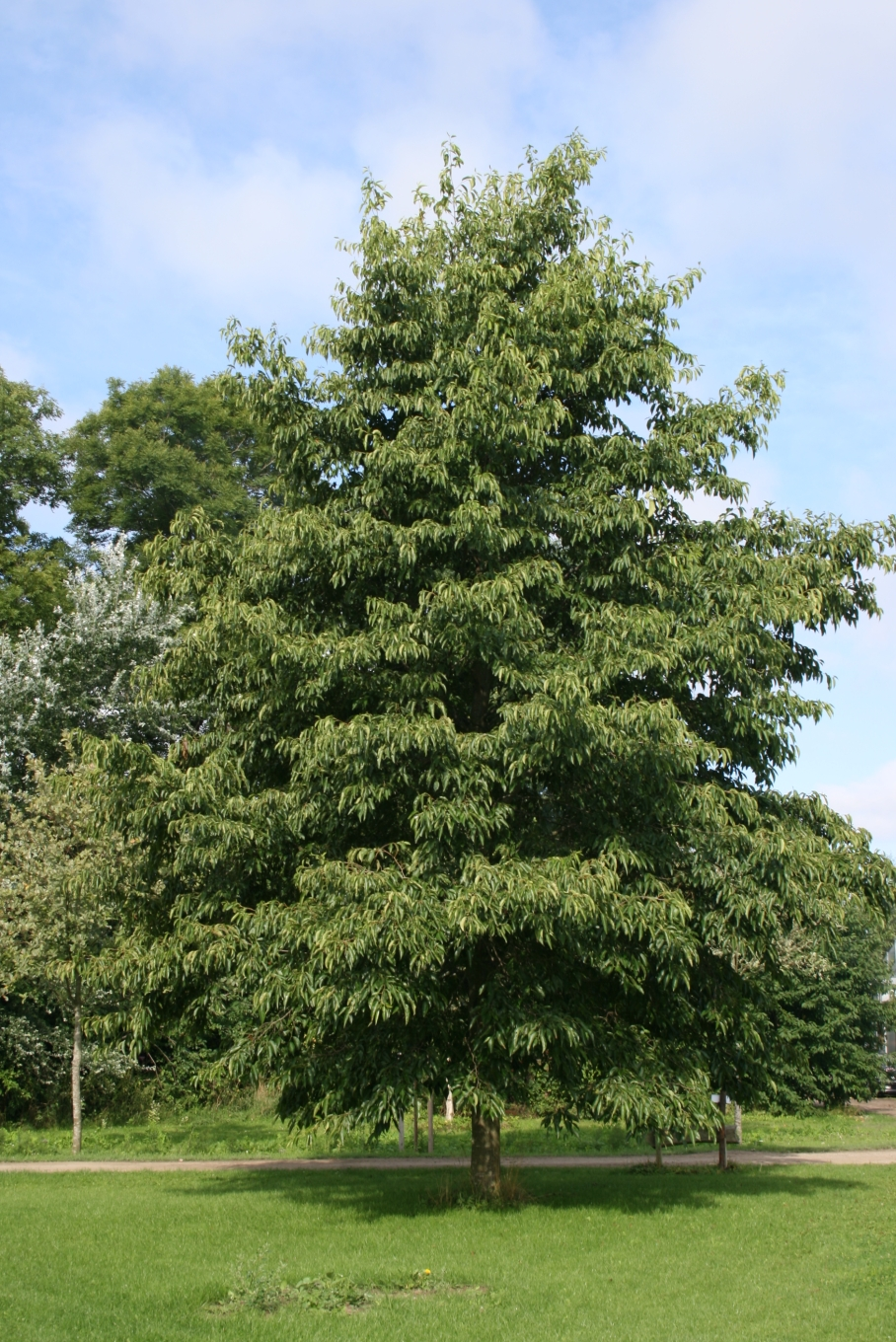
Die Züchtung Spaeths Erle
(Alnus ×spaethii)

Die Gattung Alnus wurde 1754 vom englischen Botaniker Philip Miller in The Gardeners Dictionary...Abridged... 4. Auflage. Volume 1 aufgestellt. Als Lectotypustaxon wurde 1958 Betula alnus var. glutinosa L. durch J. J. Swart festgelegt. Ein Homonym ist Alnus Hill. Synonyme für Alnus Mill. sind Betula-alnus Marshall, Semidopsis Zumagl. nom. superfl., Alnobetula (W.D.J.Koch) Schur nom. superfl., Cremastogyne (H.J.P.Winkl.) Czerep., Duschekia Opiz, Alnaster Spach, Clethropsis Spach.
Die etwa 41 Erlenarten kommen, mit Ausnahme der Anden-Erle (Alnus acuminata), die in den Anden Südamerikas heimisch ist, ausschließlich auf der Nordhalbkugel in Eurasien sowie Nordamerika vor. Mehrere Arten sind in Ostasien heimisch.
Drei Arten, die Grün-, Grau- und Schwarz-Erle, sind in Mitteleuropa heimisch. Die Herzblättrige Erle (Alnus cordata) ist in Korsika und Süditalien verbreitet.
In der Gattung der Erlen werden etwa 35 Arten unterschieden, die in drei Untergattungen eingeteilt werden:
- Untergattung Alnobetula (W.D.J.Koch) Peterm.: Sie enthält Arten aus Nordamerika und Eurasien.
- Untergattung Alnus: Sie enthält Arten aus Europa, Ostasien und der Neuen Welt.
- Untergattung Clethropsis (Spach) Regel: Sie enthält Arten aus Ostasien und den USA.

Hier die vollständige Auflistung der akzeptierten Arten und Naturhybriden gemäß der World Checklist of Selected Plant Families der Royal Botanic Gardens in Kew:
- Alnus acuminata Kunth: Von den drei Unterarten kommt eine nur in Mexiko vor und die anderen beiden sind von Mexiko bis ins nördliche Argentinien verbreitet.[1]
- Grün-Erle (Alnus alnobetula (Ehrh.) K.Koch, Syn.: Alnus viridis (Chaix) DC.): Die fünf Unterarten gedeihen in den gemäßigten und subarktischen Gebieten der Nordhalbkugel.[1]
- Alnus betulifolia G.Y.Li, Z.H.Chen & D.D.Ma: Die 2019 erstbeschriebene Art kommt in der chinesischen Provinz Zhejiang vor.
- Herzblättrige Erle (Alnus cordata (Loisel.) Duby): Sie kommt nur in Süditalien und im nordöstlichen Korsika vor.[1]
- Alnus cremastogyne Burkill: Sie kommt in den chinesischen Provinzen Sichuan, Gansu, Guizhou, Shaanxi und Zhejiang vor.[1]
- Alnus djavanshirii H.Zare: Sie wurde 2012 aus dem nördlichen Iran erstbeschrieben.[1]
- Alnus dolichocarpa H.Zare, Amini & Assadi: Sie wurde 2012 aus dem nördlichen Iran erstbeschrieben.[1]
- Alnus ×elliptica Req. = Alnus cordata × Alnus glutinosa. Sie kommt in Italien vor.[1]
- Alnus ×fallacina Callier = Alnus incana subsp. rugosa × Alnus serrulata. Sie kommt in den nordöstlichen Vereinigten Staaten vor.[1]
- Alnus fauriei H.Lév. & Vaniot: Sie kommt im nördlichen und zentralen Honshu vor.[1]
- Alnus ferdinandi-coburgii C.K.Schneid.: Sie kommt in den chinesischen Provinzen Yunnan, Guizhou und Sichuan vor.[1]
- Alnus firma Siebold & Zucc.: Dieser Endemit kommt nur auf der japanischen Insel Kyushu vor.[1]
- Alnus formosana (Burkill) Makino: Sie kommt nur in Taiwan vor.[1]
- Schwarz-Erle[9] (Alnus glutinosa (L.) Gaertn.): Die vier Unterarten kommen von Europa bis zum westlichen Sibirien und bis zum Iran vor.[1]
- Alnus glutipes (Jarm. ex Czerpek) Vorosch.: Sie kommt in Sibirien vor.[1]
- Alnus hakkodensis Hayashi: Dieser Endemit kommt nur auf der japanischen Insel Honshu vor.[1]
- Alnus ×hanedae Sugimo. = Alnus firma × Alnus sieboldiana. Sie kommt in Japan vor.[1]
- Alnus henryi C.K.Schneid.: Sie kommt in Taiwan vor.[1]
- Färber-Erle (Alnus hirsuta (Spach) Rupr., Syn.: Alnus incana subsp. hirsuta (Spach) Á.Löve & D.Löve, Alnus sibirica (Spach) Turcz. ex Kom.): Sie kommt vom südlichen Sibirien bis Japan vor.[1]
- Alnus ×hosoii Mizush. = Alnus maximowiczii × Alnus pendula. Sie kommt in Japan vor.[1]
- Grau-Erle[9] (Alnus incana (L.) Moench): Die vier Unterarten kommen von Europa bis ins westliche Sibirien und bis zur Türkei und außerdem in Nordamerika vor.[1]
- Japanische Erle (Alnus japonica (Thunb.) Steud.): Sie kommt von Russlands Fernem Osten bis ins östliche China, bis Japan, Korea und Taiwan vor.[1]
- Anden-Erle (Alnus jorullensis Kunth): Sie kommt in zwei Unterarten von Mexiko bis Honduras vor.[1]
- Alnus lanata Duthie ex Bean: Sie kommt in Sichuan vor.[1]
- Alnus lusitanica Vít, Douda & Mandák: Sie wurde 2017 erstbeschrieben und kommt in Portugal und Spanien vor.[1]
- Alnus mairei H.Lév.: Sie kommt in Yunnan vor.[1]
- Alnus mandschurica (Callier) Hand.-Mazz.: Sie kommt von Russlands Fernen Osten bis Korea und dem nördlichen China vor.[1]
- Alnus maritima (Marshall) Muhl. ex Nutt.: Sie kommt in den US-Bundesstaaten Oklahoma, Georgia, Delaware und in Maryland vor.[1]
- Alnus matsumurae Callier: Dieser Endemit kommt nur im nördlichen und im zentralen Honshu vor.[1]
- Maximowiczs Erle (Alnus maximowiczii Callier, Syn.: Alnus alnobetula subsp. maximowiczii (Callier) Chery): Sie kommt von Russlands Fernem Osten bis Japan und Korea vor.[1]
- Alnus ×mayrii Callier = Alnus hirsuta × Alnus japonica. Sie kommt von Russlands Fernem Osten bis Japan und Korea vor.[1]
- Alnus nepalensis D.Don: Sie kommt vom Himalaja bis China vor.[1]
- Alnus nitida (Spach) Endl.: Sie kommt vom nördlichen Pakistan bis zum westlichen und zum zentralen Himalaja vor[1]
- Alnus oblongifolia Torr.: Sie kommt in den US-Bundesstaaten Arizona, New Mexico und im nördlichen Mexiko vor.[1]
- Türkische Erle (Alnus orientalis Decne.): Sie kommt von der südöstlichen Türkei bis Israel und dem nördlichen Iran und außerdem auf Zypern vor.[1]
- Alnus paniculata Nakai: Sie kommt in Korea vor.[1]
- Alnus ×peculiaris Hiyama = Alnus firma × Alnus pendula. Sie kommt auf der japanischen Insel Kyushu vor.[1]
- Alnus pendula Matsum.: Sie kommt auf den japanischen Inseln Honshu und Hokkaido vor.[1]
- Alnus ×pubescens Tausch = Alnus glutinosa × Alnus incana. Sie kommt in Europa vor.[1]
- Weiß-Erle (Alnus rhombifolia Nutt.): Sie kommt in den US-Bundesstaaten Oregon, Washington, Montana, Idaho und Kalifornien und außerdem im mexikanischen nördlichen Baja California vor.[1]
- Alnus rohlenae Vít, Douda & Mandák: Sie wurde 2017 von der nordwestlichen Balkanhalbinsel erstbeschrieben.[1]
- Rot-Erle (Alnus rubra Bong.): Sie ist in Nordamerika von Alaska bis Kalifornien verbreitet.[1]
- Runzelblättrige Erle (Alnus rugosa (Du Roi) Spreng., Syn.: Alnus incana subsp. rugosa (Du Roi) R.T.Clausen). Sie wird meist als Unterart zur Grau-Erle (Alnus incana) gestellt.[1]
- Alnus serrulata (Aiton) Willd.: Sie ist in Nordamerika vom östlichen Kanada bis zu den östlichen und zentralen Vereinigten Staaten verbreitet.[1]
- Alnus serrulatoides Callier: Sie kommt auf den japanischen Inseln Shikoku und im südlichen Honshu vor.[1]
- Alnus sieboldiana Matsum.: Sie kommt auf den japanischen Inseln Honshu, Shikoku und den Nansei-Inseln vor.[1]
- Kaukasische Erle (Alnus subcordata C.A.Mey.): Sie kommt vom südöstlichen Transkaukasien bis zum Iran vor.[1]
- Alnus ×suginoi Sugim. = Alnus hirsuta × Alnus serrulatoides. Sie kommt in Japan vor.[1]
- Alnus trabeculosa Hand.-Mazz.: Sie kommt in China und auf der japanischen Insel Honshu vor.[1]
- Alnus vermicularis Nakai: Sie kommt in Korea vor.[1]

Eine gärtnerisch erzeugte Hybride ist:
- Spaeths Erle oder Purpur-Erle (Alnus ×spaethii Callier) = Alnus japonica × Alnus subcordata[1]

## Holz und Nutzung
Erlenholz zählt zu den mittelschweren Holzarten und ist leicht zu bearbeiten, reißt beim Trocknen kaum, ist jedoch nur mäßig witterungsbeständig. Früher wurde Holzkohle aus Erlen zur Herstellung von Schießpulver gebraucht. Aufgrund seiner Zähigkeit sowie seiner verformungsfreien Trocknung wird Erlenholz oftmals im Möbelbau als Ersatz für Kirschbaum-, Nussbaum- oder Mahagoni-Holz verwendet. Auch Veredelungen durch z. B. Polieren oder Beizen sind bei der Verarbeitung von Erlenholz mit glatten Oberflächen möglich. Zudem wird diese Holzart auch häufig beim Bau von Perkussions-Instrumenten (z. B. Rassel), Streich- oder Zupf-Musikinstrumenten gewählt.
Die Schwarzerle kann für die Gewinnung von Energieholz oder für die Wertholzproduktion angebaut werden. Die Erlenholzproduktion ist eine Möglichkeit, nährstoffreiche wiedervernässte Niedermoorstandorte zu nutzen, und zählt deshalb auch zu den Paludikulturen.